# Paisaje Sagrado del Himalaya

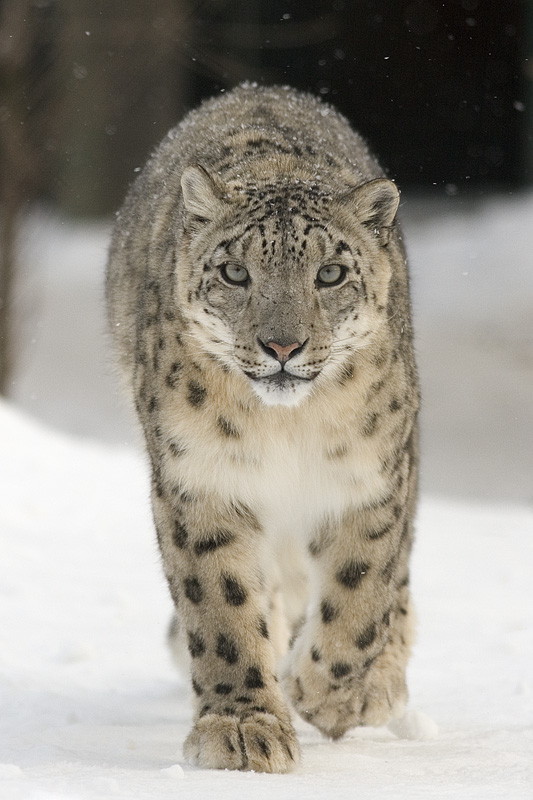
El leopardo de las nieves, que está en peligro de extinción, está protegido en el SHL.

El Paisaje Sagrado del Himalaya es un gran paisaje transfronterizo de 39.021 km² en el Himalaya oriental que abarca bosques templados de hoja ancha y coníferas, praderas alpinas y pastizales, que albergan más de 80 especies de mamíferos y más de 440 especies de aves. Se extiende desde el Parque Nacional Langtang de Nepal, pasando por Sikkim y Darjeeling en la India, hasta la Reserva Natural Estricta de Torsa en el oeste de Bután. Más del 73% de este paisaje se encuentra en Nepal, incluyendo el Parque Nacional Sagarmatha, el Parque Nacional Makalu Barun y el Área de Conservación Kanchenjunga. Alrededor del 24% se encuentra en la India, abarcando los Parques Nacionales de Khangchendzonga, Singalila y el Valle de Neora, así como los Santuarios de Vida Silvestre de Fambong Lho, Maenam, Senchal, Mahananda, Shingba y Barsey Rhododendron y el Santuario Alpino de Kyongnosla.
Vincula la Reserva Natural Nacional de Qomolangma en el Tíbet, una de las mayores áreas protegidas de Asia, con el Paisaje de Kangchenjunga en la India y el Complejo de Conservación Biológica de Bhután en Bhután.
El cambio climático amenaza la flora y la fauna de esta zona. La protección transfronteriza de sus conexiones biológicas y ecológicas es fundamental para la supervivencia de especies como el leopardo de las nieves y el panda rojo, que están amenazadas en todo el mundo.

## Medios de vida sostenibles para la gente
El área cubre nueve millones y medio de acres e incluye cinco millones de personas de diversas culturas que hablan 40 idiomas. La mayoría se enfrenta a la pobreza extrema y necesita medios de vida sostenibles.
SHL es parte de la iniciación de la Federación Mundial de la Vida Silvestre (WWF) que "aprovecha las creencias espirituales y la ética de la conservación de las comunidades locales para restaurar los hábitats esenciales y proteger las especies en peligro de extinción como el leopardo de las nieves".
El WWF ha cooperado con los tres gobiernos de Nepal, India y Bután para preservar el frágil "complejo mosaico de la biodiversidad" y "lograr la conservación al mismo tiempo que se crean medios de vida sostenibles en el Paisaje Sagrado del Himalaya". Las montañas del SHL contienen el futuro suministro de agua, en forma de glaciares, para la enorme población del subcontinente indio, pero son susceptibles de sufrir desastres naturales como deslizamientos de tierra, incendios forestales e inundaciones repentinas, causados por una mala gestión de la tierra.
El Instituto de Montaña (TMI) ha trabajado con los agricultores de la SHL enseñándoles a cultivar plantas medicinales, habiendo capacitado a más de 12.500 desde 2001.